# Грос-Езінген
Грос-Езінген (нім. Groß Oesingen) — громада в Німеччині, розташована в землі Нижня Саксонія. Входить до складу району Гіфгорн. Складова частина об'єднання громад Везендорф.
Площа — 57,44 км2. Населення становить 2016 ос. (станом на 31 грудня 2021).